# Antonio Paglia

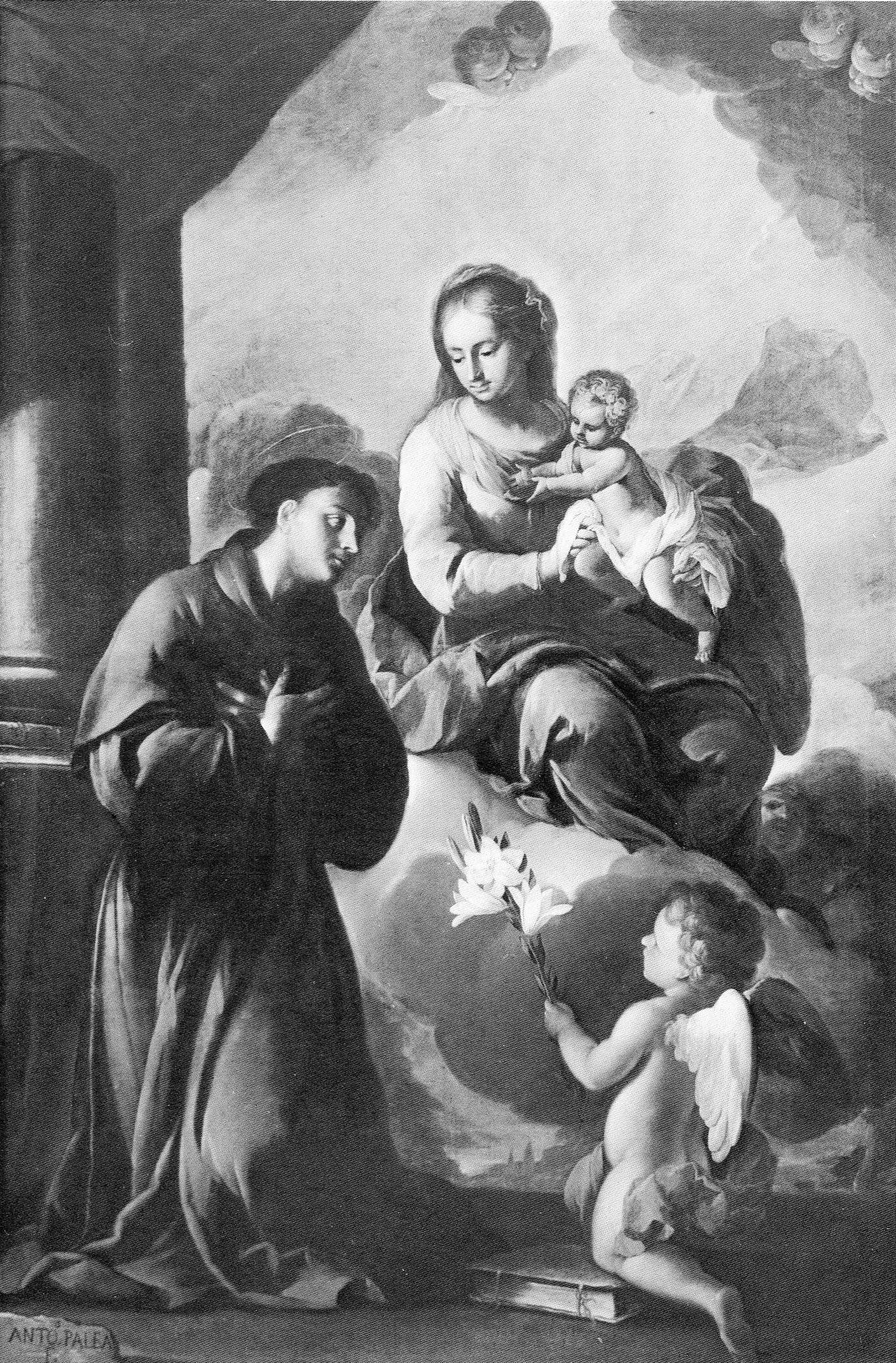
Antonio Paglia, Madonna col Bambino e sant'Antonio da Padova, 1710, chiesa di Santa Maria in Calchera, Brescia.

Antonio Paglia (Brescia, 1680 – Brescia, 1747) è stato un pittore italiano.

## Biografia
La data di nascita non è del tutto chiara e, stando ai documenti recuperati nel 1964 da Camillo Boselli nell'archivio della chiesa di San Giovanni Evangelista, oscilla tra il 1680 e il 1685. Tra le due, comunque, è comunemente accettata la prima. Anche l'atto di morte, recante la data 1747, è stato recuperato dal Boselli nella stessa occasione.
Figlio del più celebre Francesco Paglia, uno dei principali esponenti della pittura barocca bresciana, impara l'arte della pittura nella bottega del padre assieme al fratello Angelo. Proprio con il fratello avvia uno stretto rapporto di collaborazione, non ancora approfondito, che dura sicuramente molti anni: la prima opera nota firmata e datata da Antonio è del 1710, quando il pittore era ormai trentenne. Singolare, allo stesso modo, l'assenza del suo nome nelle guide artistiche di Brescia di Giulio Antonio Averoldi, del 1700, e soprattutto nell'ultima redazione della guida del padre, il Giardino della Pittura, databile al 1708-13. Antonio, così come il fratello Angelo, sono citati per la prima volta nella redazione del Giardino relativo al territorio bresciano del 1692-94, ma si tratta forse di interpolazioni successive eseguite da Francesco, o dagli stessi figli, per aggiornare il manoscritto.
Dal 1710 in poi, come detto, si trovano le prime opere firmate, che in pochi anni si moltiplicano, soprattutto nel territorio. Ciò può essere motivato dal fatto che, forse, in città insisteva la bottega del padre, che era riuscito a imporre il proprio nome sul mercato bresciano. Giovanni Battista Carboni (1776) racconta che, dopo la morte di Francesco avvenuta nel 1714, Antonio "si portò a Venezia alla scola di Bastian Ricci", cioè Sebastiano Ricci, separandosi dall'ambiente familiare e cittadino per andare, ormai quasi quarantenne, in una vera fucina di idee quale era Venezia al tempo.
Non è noto quanto si protrae la sua permanenza a Venezia ma, sempre stando al Carboni, ne torna carico di insegnamenti e con addirittura "alcuni Modelli" del maestro da tenere sempre presenti. Dato che l'ultima opera bresciana giovanile è la Condanna di san Giacomo nella chiesa parrocchiale di Ospitaletto, datata 1718, mentre la prima a presentare i nuovi influssi è il San Giovanni eseguito nel 1726 per la chiesa di Santa Maria della Carità a Brescia, il soggiorno a Venezia è da circoscrivere tra queste due date.
La considerazione e l'approvazione della committenza nei confronti del Paglia subisce un vero impulso: tra il 1726 e il 1727 il pittore è nella parrocchiale di Chiari per eseguire un intero ciclo decorativo di affreschi e tele. In seguito, ancora secondo il Carboni, impara da Antonio Calegari a creare modellini in creta vestiti da piccoli panni e poi illuminati, ottenendo nelle sue opere "una gran massa di chiaro e scuro", e diventa grande ammiratore di Francesco Bassano, tanto da farne copie "che quelli che non erano ben pratici restavano ingannati".
Muore nel 1747 dopo aver portato a compimento, ognuna con successo, molte altre commissioni in città e in tutta la provincia.

## Stile
Le prime opere note di Antonio si rifanno decisamente a quelle del padre, dalle quali riprendono le forme graziose e i toni grigi segnati da luci improvvise. Di conseguenza, non presentano vene innovatrici o, comunque, nuove rispetto a quanto appreso nella bottega paterna. Il nuovo stile del pittore esplode dopo il proficuo soggiorno veneziano: nel San Giovanni del 1726 è caratterizzato da un colorismo mantenuto su tinte schiarite, mentre le pennellate si fanno più libere e sfatte. Il tutto presuppone un chiaro orientamento verso la vera pittura settecentesca veneziana, le cui basi vengono apprese dal Paglia nella bottega del Ricci.
Se la maturità conquistata vede Antonio aperto ai problemi cromatici e formali più moderni, affiorano talvolta le tipologie imparate nella bottega del padre, ma rielaborate nella tecnica esecutiva propria del Ricci. Una definitiva evoluzione si ha solo a partire dal 1740 verso modelli più piani, pacati, rivolti a illustrare, anche nei dipinti sacri, una quotidianità del reale mutuata dalla secolare tradizione bresciana a partire da Romanino e Moretto e ancora riproposta dai suoi contemporanei quali Giacomo Ceruti e Antonio Cifrondi, dei quali, però, non avrà mai la tempra e l'immediatezza.
Con Antonio Paglia si estingue il filone guercinesco che, portato a Brescia dal padre, invece di fondersi con l'acceso cromatismo veneto dando esiti originali per la pittura bresciana, ne rimane completamente soffocato.

## Opere
- Sant'Antonio da Padova, 1710, chiesa parrocchiale di Vilminore di Scalve
- Sant'Antonio da Padova, 1710, chiesa parrocchiale di Gazzolo
- Madonna col Bambino e sant'Antonio da Padova, 1710, chiesa di Santa Maria in Calchera, Brescia
- Martirio di san Giacomo Apostolo, 1711, chiesa parrocchiale di Ospitaletto
- Immacolata, chiesa parrocchiale di Rovato.
- Condanna di san Giacomo, 1718, chiesa parrocchiale di Ospitaletto.
- San Giovanni, 1726, chiesa di Santa Maria della Carità, Brescia.
- Ciclo di santi, 1726-27, chiesa parrocchiale di Chiari.
- Pietà, 1735, chiesa parrocchiale di Gambara.
- Storie del Nuovo Testamento, 1741, chiesa di San Zeno al Foro, Brescia
- Sant'Antonio da Padova in gloria con il Bambino Gesù e le sante Margherita, Apollonia, Agata e Lucia, chiesa parrocchiale di Casaloldo.
- La Madonna accoglie il Figlio Gesù deposto dalla croce, chiesa parrocchiale di Casaloldo.
- Gesù Cristo consegna le chiavi a San Pietro, Chiesa parrocchiale di Visano.
- San Bartolomeo con la SS. Trinità e Bernardo Abate, Santuario di S. Bartolomeo, Magno di Gardone Val Trompia (ora conservato presso il Municipio)[5]